# 拉德洛 (伊利諾伊州)
拉德洛（英語：Ludlow）是位於美國伊利諾伊州尚佩恩縣的一個村落。

## 地理
拉德洛的座標為40°23′10″N 88°07′37″W / 40.38611°N 88.12694°W，而該地最高點為海拔高度236米（即774英尺）。

## 人口
根據2010年美國人口普查的數據，拉德洛的面積為0.97平方千米，當中陸地面積為0.97平方千米，而水域面積為0.00平方千米。當地共有人口371人，而人口密度為每平方千米382人。